# 1905 en Espagne
Chronologie de l'Espagne
- 1901
- 1902
- 1903
- 1904
- 1905
- 1906
- 1907
- 1908
- 1909

Cet article présente les faits marquants de l'année 1905 en Espagne.

## Décès
- 3 octobre : José-Maria de Heredia, poète, écrivain et traducteur d'origine cubaine, né sujet espagnol puis naturalisé français (° 22 novembre 1842).